# Teófila Márquiz
Omaira Teófila Marquis (5 de marzo de 1932) es una esgrimista venezolana. Compitió en los eventos femeninos de florete individual y por equipos en los Juegos Olímpicos de Roma de 1960.